# アルツィニャーノ
アルツィニャーノ（伊: Arzignano）は、イタリア共和国ヴェネト州ヴィチェンツァ県にある、人口約25,000人の基礎自治体（コムーネ）。

## 地理

### 位置・広がり

#### 隣接コムーネ
隣接するコムーネは以下の通り。括弧内のVRはヴェローナ県所属を示す。
- キャンポ
- モンテッキオ・マッジョーレ
- モントルソ・ヴィチェンティーノ
- ノガローレ・ヴィチェンティーノ
- ロンカ (VR)
- トリッシノ

### 気候分類・地震分類
気候分類では、zona E, 2432 GGに分類される。
また、イタリアの地震リスク階級 (it) では、zona 2 (sismicità media) に分類される。

## 行政

### 分離集落
アルツィニャーノには、以下の分離集落（フラツィオーネ）がある。
- Castello, Costo, Pugnello, Restena, San Bortolo, San Zenone, Tezze